# 겔리볼루

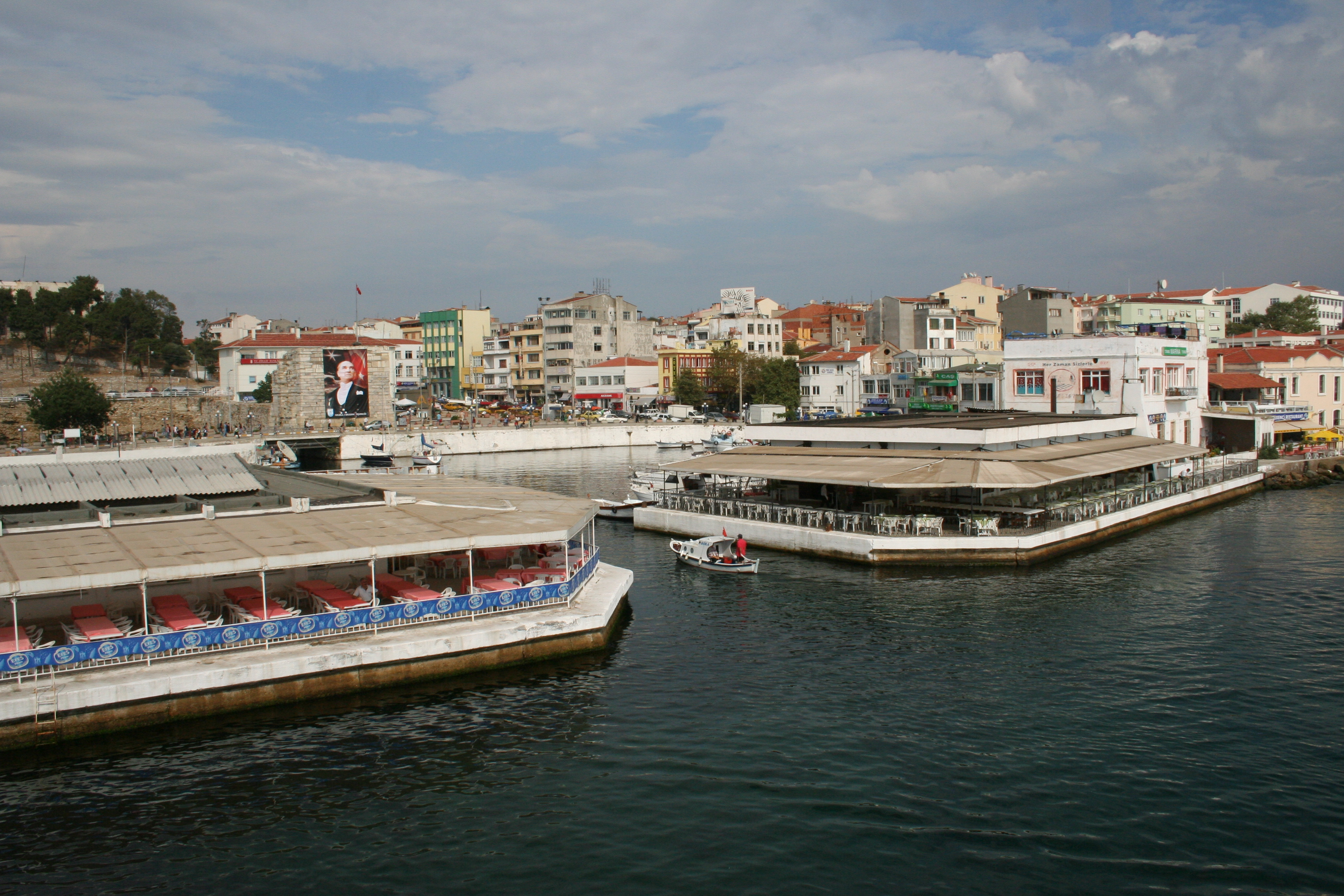
겔리볼루항

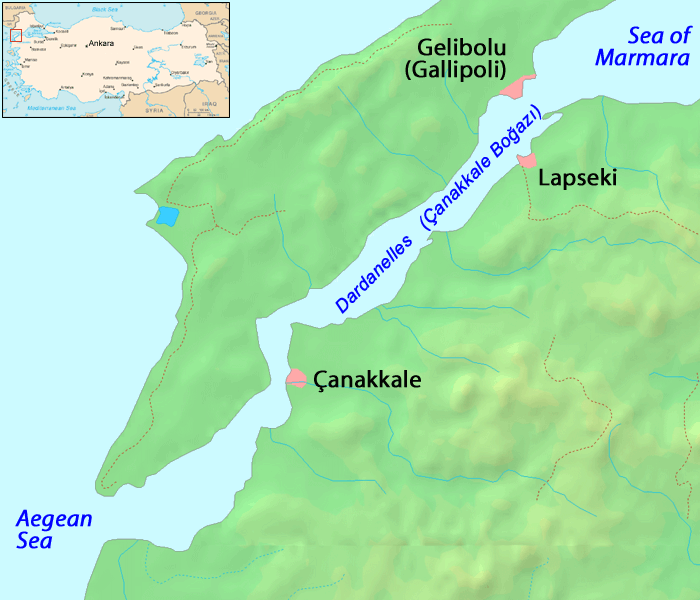
겔리볼루의 위치

겔리볼루(튀르키예어: Gelibolu) 또는 갈리폴리(Gallipoli)는 튀르키예 차나칼레주에 위치한 도시로, 면적은 806km2, 인구는 36,180명(2009년 기준)이다. 동트라키아와 튀르키예의 유럽 지역에 위치하며 겔리볼루반도 남부 연안, 다르다넬스 해협과 접한다. 도시 이름은 그리스어로 "아름다운 도시"를 뜻하는 단어인 "칼리폴리스"(그리스어: Καλλίπολις, Kallipolis)에서 유래된 이름이다.